# 三蘇丁·阿茲米
卡瓦賈·三蘇丁·阿茲米 （1927年10月17日—2025年2月21日）是巴基斯坦唯心主义领域的学者，也是一名苏菲派行者。 他写过关于灵性或“穆拉卡巴”主题的书籍，是卡拉奇月刊《Roohani Digest》和《Qalander Shaoor》的主编。此外，他还在世界各地建立了53个冥想厅连锁店。

## 家庭
他的父亲是阿尼斯·阿末·安薩里，母亲是烏瑪特·拉曼。他是阿布·阿尤布·安萨里的后裔，阿布·安萨里是伊斯兰先知穆罕默德的亲密伴侣，也是穆罕默德前往麦地那期间的东道主。